# SnoRNA
snoRNA (englisch small nucleolar ribonucleic acid ‚kleine nukleoläre Ribonukleinsäure‘) sind RNA in Eukaryoten und manchen Archaeen, die an der Prozessierung und Modifikation anderer Ribonukleinsäuren – insbesondere ribosomaler RNA (rRNA) – beteiligt sind und eine Rolle bei der genomischen Prägung spielen.

## Eigenschaften
SnoRNA codieren nicht für Proteine, sondern arbeiten als guide RNA, indem sie die Enzyme an die richtigen Stellen der RNA bringen. In der Zelle liegen snoRNAs – wie auch fast alle anderen RNAs – nicht nackt, sondern assoziiert mit Proteinen als Ribonukleoprotein vor, man spricht daher von snoRNPs (englisch small nucleolar ribonucleoprotein particle).
Die Modifikationen, die durch diese snoRNPs in die ribosomalen RNA eingeführt werden, sind essentiell für die Funktion des Ribosoms im Zuge der Translation, und die in den snRNAs essentiell für das Splicing. Die snoRNPs sind – wie der Name impliziert – meist in den Nucleoli anzutreffen, wo sie die rRNAs modifizieren, eine Ausnahme bilden die verwandten scaRNAs (siehe unten). SnoRNA werden in Eukaryoten durch Crm1 in den Zellkern geschleust.
Neben der von den guide RNAs unterstützen Modifikationen von Nukleinsäuren gibt es auch eine direkte Modifikation ohne die Hilfe dieser kleinen RNA (z. B. DNA-Methylierung durch DNA-Methyltransferasen, Methylierung der 5'-Cap-Struktur oder RNA-Editing z. B. durch ADAR-Enzyme).

## snoRNA-Familien
Generell kann man zwei Typen an snoRNAs unterscheiden, den box C/D und den box H/ACA Typ, die jeweils für eine andere Modifikation der RNA zuständig sind. Der Name stammt von unterschiedlichen Sequenz- bzw. Faltungsmotiven in den jeweiligen RNAs.
Außerdem sind beide Typen an RNAs mit unterschiedlichen Proteinen assoziiert, die an der korrekten Erkennung der Targets beteiligt sind und die eigentliche Modifikationsreaktion durchführen. Dabei handelt es sich um folgende Proteine (in Saccharomyces cerevisiae):
- box C/D: Fibrillarin/Nop1, Nop56, Nop58, snu13
- box H/ACA: Nap57, Nop10, Nhp2, Gar1/Dyskerin

Box-C/D-RNAs sind an der 2'O-Methylierung von Ribosen beteiligt. Sie erkennen die Ziel-RNA aufgrund komplementärer Sequenzen und binden diese an der richtigen Stelle. Daraufhin wird die katalytische Untereinheit, das Protein Fibrillarin, aktiv und überträgt die Methylgruppe von S-Adenosylmethionin auf die Ribose.
Box-H/ACA-snoRNPs arbeiten prinzipiell gleich, auch hier erkennt die snoRNA die Ziel-RNA, die darauffolgende Reaktion ist jedoch keine Methylierung, sondern eine Konversion von Uridin zu Pseudouridin durch das Protein Dyskerin.

## scaRNAs
Erst kürzlich wurde ein weiterer Typ an guide modification RNAs entdeckt, die so genannten scaRNAs (small Cajal Body localized RNAs). Diese RNAs haben einige Gemeinsamkeiten mit snoRNAs, enthalten jedoch sowohl box C/D als auch H/ACA Motive, weshalb sie auch als chimerische RNAs bezeichnet werden. Anders als die snoRNAs sind die scaRNAs in den Cajal Bodies (auch Coiled Bodies, CBs) zu finden (nucleäre Körper entdeckt vor ca. 100 Jahren durch Ramon y Cajal, Funktion wahrscheinlich im Recycling und der Biogenese spliceosomaler snRNA). Sie katalysieren auch nicht die Modifikation von ribosomalen RNAs, sondern die von snRNAs und sind damit essentiell für das Splicing.